# Edison (New Jersey)
Edison je město v Middlesex County, v americkém státě New Jersey. V roce 2020 ve městě žilo přibližně 108 tisíc obyvatel. Počet obyvatel od roku 2010 narostl o 7,6 %. Město leží na řece Raritan.
Název Edison město nese od roku 1954, na počest Thomase Edisona, který měl ve městě svou hlavní laboratoř. Město je v současnosti fakticky sídlištní noclehárnou pro obyvatele pracující v New Yorku. Město původně neslo název Raritan Township.